# زهر عسل
زهر عسل فیلمی در ژانر جنایی و درام با بازی محمدرضا گلزار، مهناز افشار و شهاب حسینی محصول سال ۱۳۸۱ ایران است.

## داستان فیلم
شراره و سینا پس از ازدواج، برای ماه عسل به ویلایی در شمال می‌روند. در راه سینا مدام از یکی از آشنایانش به نام فریبا صحبت می‌کند که ویلا را آماده کرده و در انتظار آنهاست. وقتی به ویلا می‌رسند، از همان آغاز با اتفاق‌های مشکوکی روبرو می‌شوند، و شراره سوظن شدیدی نسبت به رفتار و کارهای فریبا دارد. فریبا ادعا می‌کند که تنها زندگی می‌کند و ظاهراً این گونه است، اما شراره پی می‌برد که پنهانی با مردی ارتباط دارد. سینا از شراره گریزان است و رفتار سردی با او دارد، اما با فریبا رفتار مشکوک و نسبتاً خوبی دارد. از آن سو شراره که چیزهای عجیب و مرموزی را در ویلا می‌بیند، از سینا می‌خواهد که به تهران بازگردند، اما وقتی پی می‌برد شاهین (مردی که با فریبا رابطه دارد) با او آشناست، پشیمان می‌شود. او همسر سابق شراره است که البته شراره نام او را از شناسنامه‌اش حذف کرده و از ازدواجش هم چیزی به سینا نگفته است. سینا هم معتاد است، اما از این راز چیزی به شراره نگفته. وقتی سرانجام شاهین از همه چیز خسته می‌شود به فریبا می‌گوید تحمل این رابطه دیگر امکان‌پذیر نیست. او که سینا و شراره را میان برفها غافلگیر کرده، قصد دارد به شراره شلیک کند، اما فریبا او را با تفنگ شکاری می‌کشد

## بازیگران
- فریماه فرجامی (فریبا)
- محمدرضا گلزار (سینا)
- مهناز افشار (شراره)
- شهاب حسینی (شاهین)
- کاظم افرندنیا (شکارچی)